# 薛曇尚
薛昙尚（5世纪？—540年代？），代郡（今山西省大同市）人，南北朝北魏末年至东魏官员，薛虎子之子。
薛昙尚最初担任御史，后被加授奉朝请。熙平二年（517年），他被任命为徐州穀阳戍主，兼任南阳平郡事务。母亲去世后，他为守丧而离职。正光二年（521年），柔然的郁久闾婆罗门在凉州请求归降北魏，薛昙尚与封熙一同负责接待事宜。正光年间，魏孝明帝寻求派遣到与南朝梁接壤的阳平郡的人才，萧宝寅举荐了薛昙尚，他便前往阳平郡任职。孝昌元年（525年），徐州刺史元法僧发动叛乱并投靠梁朝，薛昙尚斩杀了元法僧的使者，将其首级送往安乐王元鉴处。后来，薛昙尚被梁朝将军王希聃击败，被俘后送往建康。他受到梁武帝的礼遇，因希望归国而得到允许。回到洛阳后，孝明帝让他官复原职。武泰元年（528年），薛昙尚担任员外散骑常侍，受朝廷旨意作为使者前往尔朱荣处，观察其动向。同年（建义元年），他被任命为司徒左长史、兼吏部尚书。之后前往晋阳，向尔朱荣授予官职。回到洛阳后，被封为永安侯。不久，又被任命为后将军、定州刺史。永安三年（530年），尔朱荣死后，薛昙尚接替魏兰根，担任持节、兼尚书、北道行台。后来又任镇东将军、金紫光禄大夫。太昌元年（532年），被加授征东将军，兼任兖州事务。东魏天平年间，薛昙尚任骠骑大将军、齐州刺史。他曾历任三个州的刺史，但都因贪婪残暴而声名狼藉。回到邺城后，担任将作大匠，后在任内去世，享年六十一岁。朝廷追赠他都督瀛、沧二州诸军事、本将军、仪同三司、瀛州刺史。